# Hotel Polanów i jego goście
Hotel Polanów i jego goście (niem. Hotel Polan und seine Gäste) – trzyodcinkowy wschodnioniemiecki serial telewizyjny z 1982 roku. 
Scenariusz serialu został oparty na biograficznej powieści (Bohemia – moje przeznaczenie, 1979) urodzonego w Kudowie-Zdroju pisarza i dziennikarza Jana Koplowitza (1909–2001). W połowie XIX miasto to zostało uznane za pierwsze uzdrowisko kardiologiczne w Niemczech. Trzyodcinkowy serial był nagrywany w Kudowie-Zdroju w latach osiemdziesiątych XX w. W filmie realizowanym przez ekipę z NRD wystąpili również polscy aktorzy. Serial był emitowany z polskim dubbingiem na antenie TVP1 w 1983 roku.

## Fabuła
Serial rozgrywa się od początku XX wieku do lat trzydziestych XX wieku. Jest epicką opowieścią o żydowskiej rodzinie Polanów prowadzących hotel Bohemia na Dolnym Śląsku. Historia rodziny mieszkającej na pograniczu prusko-austriackim jest pokazana przez pryzmat kuracjuszy oraz ówczesnych wydarzeń w Europie.

## Twórcy
- Reżyseria – Horst Seemann
- Scenariusz – Jan Koplowitz na podstawie własnej powieści oraz Gunther Rucker
- Zdjęcia – Peter Brand
- Scenografia – Georg Wratsch
- Muzyka – Horst Seemann

Źródło.

## Obsada aktorska
| Rola | Aktor                  | Dubbing                |
| --- | ---------------------- | ---------------------- |
| Józefina Polan | Kalina Jędrusik        | Kalina Jędrusik        |
| Esther Polan | Elżbieta Starostecka   | Elżbieta Starostecka   |
| Peter Samuel | Hans-Joachim Frank     | Mirosław Konarowski    |
| Channah Kober | Dagmar Patrasová       | Joanna Szczepkowska    |
| Szymon Pelz | Jack Recknitz          | Jack Recknitz          |
| Alex Schinski | Hans-Otto Reintsch     | Grzegorz Wons          |
| Oskar Polan | Winfried Glatzeder     | Jacek Czyż             |
| Max Polan | Ulrich Anschutz        | Damian Damięcki        |
| Rudolf Polan | Jaecki Schwarz         | Krzysztof Kołbasiuk    |
| Lotta | Barbara Dittus         | Ewa Kania              |
| baronowa Antoinette Ziemlińska | Iga Cembrzyńska        | Iga Cembrzyńska        |
| Chaim Pinczewski | Jerzy Bińczycki        | Jerzy Bińczycki        |
| doktor Strauss | Horst Schulze          | Zdzisław Tobiasz       |
| cadyk Roow Radomsker | Stanisław Igar         | Stanisław Igar         |
| rabin König | Jerzy Bończak          | Jerzy Bończak          |
| rabin Lewkowicz | Kazimierz Wichniarz    | Kazimierz Wichniarz    |
| Chaim Menoches | Gerry Wolff            | Wiesław Machowski      |
| Flischka | Beatrice Abramovici    | Halina Bednarz         |
| Täuber | Edward Wichura         | Edward Wichura         |
| doktor Gottschling | Lothar Förster         | Tadeusz Borowski       |
| von Weddingen | Stanisław Koczanowicz  | Włodzimierz Bednarski  |
| rabin Cohen | Włodzimierz Boruński   | Włodzimierz Boruński   |
| rabin Brodzky | Vlastimil Brodský      | Juliusz Berger         |
| Joe Menasze | Szymon Szurmiej        | Szymon Szurmiej        |
| Tykociński | Michał Szwejlich       | Michał Szwejlich       |
| Ruzella Szlampacki | Małgorzata Czerska     | Małgorzata Czerska     |
| Szlampacki | Juliusz Berger         | Juliusz Berger         |
| Paul Hausknecht | Ryszard Kotys          | Ryszard Kotys          |
| fryzjer Hromadko | Andrzej Mrozek         | Andrzej Mrozek         |
| Joe Menasze Junior | Jan Szurmiej           | Jan Szurmiej           |
| Martin Silberstein | Piotr Pilecki          | Piotr Pilecki          |
| doktor Silberstein | Peter Sturm            | Eugeniusz Robaczewski  |
| Fuchs | Henryk Rajfer          | Henryk Rajfer          |
| doktor Steinitz | Bolesław Abart         | Bolesław Abart         |
| Cheffkow | Eliasz Kuziemski       | Eliasz Kuziemski       |
| Józefina Polan | Kalina Jędrusik        | Kalina Jędrusik        |
| Ziemliński | Leon Niemczyk          | Leon Niemczyk          |
| doktor Markowicz | Kazimierz Gawęda       | Kazimierz Gawęda       |
| pani Markowicz | Stefania Staszewska    | Stefania Staszewska    |
| pani Menasze | Gołda Tencer           | Gołda Tencer           |
| Pedell | Kazimierz Ostrowicz    | Kazimierz Ostrowicz    |
| córka Cohena | Krystyna Wójcik        | Krystyna Wójcik        |
| dyrektor Steinitz | Zbigniew Lesień        | Zbigniew Lesień        |
| lokaj | Mieczysław Janowski    | Mieczysław Janowski    |
| nauczyciel muzyki | Stanisław Jędrzejewski | Stanisław Jędrzejewski |
| adiutant Schorschi | Krzysztof Wojtasik     | Krzysztof Wojtasik     |
| Obergruppenführer SA Heines | Hans-Jörn Weber        | Krzysztof Gosztyła     |
| Kober | Werner Kamenik         | Jerzy Tkaczyk          |
| Stobe | Klaus Mertens          | Wiesław Machowski      |
| Villim | Jiří Pleskot           | Zbigniew Maciejewski   |
| doktor Brückner | Eberhardt Wintzen      | Włodzimierz Nowakowski |
| Gerhard | Peter Köhncke          | Leopold Matuszczak     |
| Fischer | Willi Schrade          | Andrzej Gawroński      |
| Farstisch Junior | Norbert Speer          | Ryszard Łabędź         |
| Wersja polska: Studio Opracowań Filmów w Warszawie Reżyser: Zofia Dybowska-Aleksandrowicz Dialogi polskie: Krystyna Skibińska-Subocz (odc. 1), Jan Moes (odc. 2) i Maria Etienne (odc. 3) Konsultanci: prof. Witold Tyloch i red. Artur Howzan Operator dźwięku: Roman Błocki Montaż: Anna Łukasik (odc. 1, 3) i Dorota Bochenek (odc. 2) Kierownictwo produkcji: Mieczysława Kucharska Lektor: Jan Moes |                        |                        |

Źródło.